# الس گیامتس
الس گیامتس (به اسپانیایی: Els Guiamets) یک شهرستان در اسپانیا است که در تاراگونا واقع شده‌است.

## خصوصیات
الس گیامتس ۱۲٫۱ کیلومترمربع مساحت و ۳۳۲ نفر جمعیت دارد و ۲۲۰ متر بالاتر از سطح دریا واقع شده‌است.